# ذكاء مضمن
يتميز الذكاء المضمن بقدرة المنتج أو العملية أو الخدمة على التفكير في الأداء التشغيلي الخاص به، أو حمل الاستخدام، أو البيئة لتحسين أداء المنتج وعمره، أو لزيادة الجودة أو ضمان رضا العملاء. ويجب مراعاة هذا التأمل الذاتي، الذي تيسره المعلومات التي يتم جمعها بواسطة أجهزة الاستشعار المدمجة، والتي تتم معالجتها محليًا أو يتم توصيلها عن بُعد للمعالجة، من مرحلة التصميم الأولى. 
تعتمد المعلومات الاستخبارية المضمنة على نهج متعدد التخصصات للتنفيذ الناجح.

## تقديم منتجات أو أنظمة أو خدمات أكثر ذكاءً للصناعة
تهدف الذكاء المضمن إلى تقديم منتجات أو أنظمة أو خدمات أكثر ذكاءً للصناعة من خلال تكاملها واستخدامها الهادف لتطبيق معين. يمكن تحقيق هذا التكامل من خلال: 
- البناء حيث تظهر التجميعات المتكاملة... دمج التكنولوجيا، على سبيل المثال في الدوائر المتكاملة لأشباه الموصلات وأنظمة «أكثر من مور» التي تبنى مباشرة على أجهزة أشباه الموصلات.
- مجموعة من الوظائف التي يسمح بموجبها للمنتجات باستغلال قدرات متعددة لتحسين الاستخدام. مثال على ذلك هو شاشة اللمس التي تجمع بين التشغيل والإشارة.
- التوصيل الذي يتم بموجبه نشر المعلومات من عنصر فرعي لمنتج واحد أو منتج أو خدمة أخرى إلى أخرى بواسطة الأسلاك أو الراديو أو الفوتونية أو وسائط الاتصال الأخرى مثل التوقيعات الصوتية أو الكيميائية.

الذكاء المضمن يمكن أن يخدم العديد من الأغراض:
- مراقبة صحة واستخدام المنتجات والأصول ذات القيمة العالية.
- سهولة استخدام منتج أو نظام أو خدمة.
- جاذبية السوق وقبولها عندما يصبح المنتج رائجًا، ومن الأمثلة على ذلك الجهاز اللوحي الذي استعاد شعبية من خلال إضافة خدمات محسنة وتصميم مريح من حيث الشكل والوظائف والجمال المحسّن.
- القدرة على استخدام خدمة أو نظام أو منتج لاستخدامه من قبل كبار السن أو المعوقين أو المستبعدين اجتماعيا سابقا.

### تطبيق للاستخبارات المضمنة: صحة الأصول ذات القيمة العالية
يتم نشر المنتجات عالية القيمة والأصول عبر عدد لا يحصى من القطاعات الصناعية، بدءا من النقل، والطيران، وشبكات الطاقة، وما إلى ذلك. وتطرح هذه الأصول تحديات كبيرة من حيث تصميمها وتشغيلها وصيانته نظرًا للقيود في ظهور الأصول. الصحة. يعوق القدرة على مراقبة هذه الأصول من خلال الظروف المحيطة القوية التي تؤثر على انحراف أجهزة الاستشعار والفشل، وإدارة الطاقة، وقضايا الاتصال. 
تتطلب شبكات النقل اليوم (البنية التحتية، والتشوير والخدمات في خطوط القطار على سبيل المثال، ونقل الطاقة (مثل الشبكة الذكية، وإدارة الشبكة، والحماية والتحكم) أجهزة استشعار متكاملة يمكنها جمع معلومات موثوق بها، ونقلها بأمان، وتحويلها من البيانات إلى المعرفة في العمل لإغلاق الحلقة. تسمح هذه التعليقات للنظام / المنتج ببناء المرونة وسرعة الحركة. 

### علامات ذكية في تصنيع السيارات
عندما يقوم مصنعو السيارات بتضمين العلامات الذكية في معظم مكوناتها، يمكن حصاد درجة الحرارة والاهتزاز والبيانات الأساسية الأخرى طوال دورة حياة السيارة. من شأن استجواب الأنطولوجيا الشبكية البزيئية أن يمكّن من التعرف على المكونات المعيبة والتنبؤ بها والتي يمكن استبدالها وإعادة هندستها لضمان قدر أكبر من الموثوقية. كما يمكن أن تحدد الأنطولوجيات أنواع السيارات التي تحتاج إلى التذكير - مع الأخذ في الاعتبار تاريخ القيادة - وبالتالي خفض تكاليف الاستدعاء وتعزيز تجربة المستهلك. 

## منظور حكومة المملكة المتحدة وحاجة الصناعة
هناك حاجة صناعية للمهندسين المدربين في أنظمة الإلكترونيات حيث يتم السعي إلى تحقيق المزيد من النمو داخل المملكة المتحدة، كما هو موضح في «أنظمة الإلكترونيات: التحديات والفرص» المنشورة حديثًا (تقرير ESCO). جمع هذا التقرير بين قادة الصناعة والحكومة معاً لتحقيق أهداف النمو الطموحة التي من المتوقع أن تشهد بحلول عام 2020 مشاركة 150,000 شخص آخر في الأنظمة الإلكترونية، مثل تلك التي تهدف هذه المبادرة إلى تقديمها. يشير التقرير إلى أن النقص الحاد في الموظفين المدربين تدريباً عالياً والمهرة يمكن معالجته جزئياً من خلال توفير مراكز تدريب الدكتوراه (CDTs) لتمويل وتدريب طلاب الدكتوراه. كما حددت الدراسة التصنيعية عالية القيمة التي أعدها مجلس إستراتيجية التكنولوجيا (TSB) مواضيع إستراتيجية هي «خلق منتجات مبتكرة، من خلال دمج المواد الجديدة والطلاء والإلكترونيات مع تقنيات التصنيع الجديدة» و «زيادة القدرة التنافسية العالمية لتقنيات التصنيع في المملكة المتحدة من خلال خلق المزيد من الكفاءة ونظم التصنيع الفعالة». 
حدد التقرير الحاجة إلى الكفاءات الوطنية، بما في ذلك «الأنظمة الذكية والإلكترونيات المدمجة». وبالإضافة إلى ذلك، يقوم مكتب تقييس الاتصالات، من خلال تقرير «تكنولوجيا الإلكترونيات والضوئيات والأنظمة الكهربائية: مجال التكنولوجيا الرئيسية 2008-2011»، بالترويج لأنظمة مدمجة باعتبارها تكنولوجيا تتمتع بالمملكة المتحدة بقدرات عالية وإمكانيات سوقية عالية. 
داخل أوروبا، هناك استثمارات كبيرة يجري تنفيذها من خلال برامج ENIAC و Artemis و EPoSS التي من المقرر أن تستمر في Horizon 2020 وستستثمر ما يقرب من 5 مليارات يورو على مدار سبع سنوات. كما حدد جدول أعمال الأبحاث الاستراتيجية الأخير في تكامل الأنظمة الذكية لمنصة التكنولوجيا الأوروبية EPoSS أيضًا المعرفة المدمجة باعتبارها العنصر التمكيني الرئيسي في تصميم وتصنيع المنتجات والخدمات المعقدة.

### الإيرادات المتوقعة من الذكاء المضمّن
في حين أنه في الوقت الحالي غير ناضج نسبياً كالتكنولوجيا، فمن المرجح أن يرى إنترنت الأشياء عدد الكائنات المتصلة يصل إلى 50 مليار بحلول عام 2020. دمج المعالجات المضمنة مع أجهزة الاستشعار والذكاء والاتصال اللاسلكي والمكونات الأخرى ذات أنظمة التشغيل عالية المستوى، وتعتبر خدمات تكامل النظام الوسيطة والنظام بمثابة سلالة جديدة من الإلكترونيات من إنتل. ويتوقعون أنه خلال السنوات العشر القادمة، سوف تتخذ أجهزة تكنولوجيا المعلومات الخاصة بالصناعات بما في ذلك الخدمات الطبية والتصنيع والنقل والتجزئة والاتصالات والإلكترونيات الاستهلاكية والطاقة اتجاهًا تنمويًا يجعل التصميمات الذكية جزءًا من جميع أنماط حياتنا ". وبناءً على ذلك، يتوقعون نموًا كبيرًا للأنظمة المدمجة (معدل نمو سنوي مركب يبلغ 18٪ من عام 2011 حتى عام 2016). كما أفادت البيانات الصادرة عن IDC أن القيمة العالمية لسوق الأنظمة المدمجة تقدر بعائدات تصل إلى 1.5 تريليون يورو بحلول عام 2015 مع قطاعات السيارات والصناعة والاتصالات والرعاية الصحية التي تظهر بشكل بارز كمستخدمين 

### إنترنت الأشياء
على الرغم من أن رؤية «إنترنت الأشياء» قد تم صياغتها لأول مرة في عام 1999، إلا أن خريطة الطريق التكنولوجية ما زالت بعيدة عن أن تكون سلسة. قد تكون الرؤية المتعلقة بكامل الأشياء المرتبطة بالإنترنت ممكنة فقط عندما تسمح التكنولوجيا بالتبني العالمي. وفي هذا الصدد، تعد الاستخبارات المدمجة عاملاً أساسياً في تمكين هذه التكنولوجيات الناشئة من تمكين العولمة. 

## روابط خارجية
- “Electronics Systems: Challenges and Opportunities” (ESCO Report), June 2013
- “Electronics, Photonics and Electrical Systems: Key technology area 2008-2011” TSB report
- Design of future embedded systems toward system of systems” by IDC, Market Report, May 2012
- ERCIM News, Special theme: Embedded Intelligence, October 2006
- Engineering and Physical Sciences Research Council (EPSRC)
- The Centre for Doctoral Training in Embedded Intelligence